# Axel Londen
 Axel Fredrik Londen (Hamina, 5 d'agost de 1859 - Hèlsinki, 8 de setembre de 1928) va ser un tirador finlandès que va competir a cavall del segle xix i segle xx.
El 1912 va prendre part en els Jocs Olímpics d'Estocolm, on va guanyar la medalla de bronze en la prova de tir al cérvol, tret simple per equips del programa de tir. En aquests mateixos Jocs va disputar les proves de tir al cérvol, tret simple, on acabà en 18a posició; i la de fossa olímpica per equips, on fou cinquè.